# 雷兆恆
雷兆恆（英語：Simon Lui，1981年—）電腦音樂學者。新加坡科技設計大學信息系統技術與設計系客座教授，曾任美國麻省理工學院訪問助理教授，2011年歐盟瑪麗居禮獎學金（Marie Curie Fellowship）得主。

## iPhone程式設計者
雷兆恆為香港最早的iPhone及iPad應用程式開發者之一，其中以手機遊戲軟件較為國際知名，亦經常為最新科技產品作評論。現時專注於手機軟件教學。雷兆恆於2008年起開發多個應用程式如ecMTR及天下太平，於全球多個國家地區如香港，台灣，馬來西亞，印尼，加拿大等的蘋果網上商店分類銷量第一，並因此接受美國有線電視新聞網CNN訪問，以及電機電子工程師學會期刊，RTHK，TVB，有線電視，蘋果日報，明報等傳媒專訪。

## 音樂活動
雷兆恆早年活躍於香港的音樂製作及表演活動。雷氏曾任香港青年弦樂團首席小提琴兼團長，香港中文大學新亞書院中樂團首席高胡，及香港中文大學結他比賽冠軍。早年參與流行曲唱片後期製作及小提琴伴奏，合作歌手有方皓玟，蘇永康，The Pancakes，傅珮嘉，王浩信等。2002年創立無伴奏合唱團體 Girls and Boys A'Cappella，並擔任編曲及Beatboxing。為香港中文大學歌唱比賽合唱組冠軍四連冠（2002, 2003, 2004, 2005），及香港大專聯校歌唱比賽合唱組冠軍(2005)。之後接連獲得不同的團體邀請演出，其中包括劉德華《最好的聲音音樂會》（合作歌手︰劉德華）、鄭秀文Show Mi演唱會、芝華士903友情夾gig黃偉文十周年音樂會（合作歌手︰林海峰）、1218《向古巨狂呼》音樂會（合作歌手︰古巨基）、網上行LoveMusic巡迴演第二擊《人神鬥》概念音樂會（合作歌手︰陳奕迅、劉浩龍）、《抱抱良音》音樂會（合作歌手︰at 17）等。雷氏現為香港作曲及作詞家協會會員。

## 外部連結
- Dr. Simon Lui 網站 （页面存档备份，存于）
- Simon Lui的領英專頁